# I Did It for Love
I Did It for Love – trzydziesty singel koreańskiej piosenkarki BoA. Singel został wydany 29 maja 2009 roku. BoA współpracowała przy utworze z Seanem Garrettem.
Singel umieszczono na albumie BoA.

## Lista utworów
- CD singel, CD maxi-singel, singel promocyjny (29 maja 2009)[1]

1. „I Did It For Love” (King Britt Main Mix Vox Up) – 6:32
2. „I Did It For Love” (King Britt Main Mix) – 6:30
3. „I Did It For Love” (King Britt Instrumental) – 6:32
4. „I Did It For Love” (King Britt Radio Mix) – 3:42
5. „I Did It For Love” King DJ Escape & Johnny Vicious Main Mix
6. „I Did It For Love” (DJ Escape & Johnny Vicious Main Mix) – 7:00
7. „I Did It For Love” (DJ Escape & Johnny Vicious Dub Mix) – 6:31
8. „I Did It For Love” (DJ Escape & Johnny Vicious Instrumental) – 7:01
9. „I Did It For Love” (DJ Escape & Johnny Vicious Acapella) – 7:01
10. „I Did It For Love” (DJ Escape & Johnny Vicious Radio Mix) – 3:25

## Notowania na Listach przebojów
| Kraj              | Lista (2010)                       | Najwyższa pozycja |
| ----------------- | ---------------------------------- | ----------------- |
| Stany Zjednoczone | U.S. Billboard Hot Dance Club Play | 19                |